# Pedro Segundo Barraza
Pedro Segundo Barraza (Villa Salavina, Santiago del Estero, 1857 - La Plata, Buenos Aires, 13 de enero de 1922) fue un docente argentino que tuvo un largo y destacado papel en la política de su provincia durante las últimas décadas del siglo XIX y comienzos del XX.

## Biografía
Pedro Segundo Barraza nació en Salavina, provincia de Santiago del Estero el 31 de marzo de 1857. Tras efectuar sus primeros estudios en la Santiago del Estero, se recibió de maestro en la Escuela Normal de Paraná.
De regreso a su provincia, se desempeñó como director de la Escuela Profesional de Varones. Ingresó a la política provincial como muchos otros jóvenes de la época bajo la protección de Absalón Rojas, líder de una facción del autonomismo. 
Era ya diputado provincial cuando el 24 de febrero de 1885 el gobernador Sofanor de la Silva lo nombró secretario del Consejo de Educación. Durante la administración de la Silva se triplicó el número de escuelas llegando a sesenta (33 de varones, 12 de mujeres y 12 mixtas) pese a la suspensión de la subvención otorgada con ese fin por el gobierno nacional y se llevó a cabo una reforma en la ley de educación.
Al hacerse cargo del gobierno Absalón Rojas (1886) Barraza fue elegido presidente de la cámara de diputados.  
Ligado a la facción modernista del autonomismo provincial y al roquismo, fue luego diputado nacional (1888-1892), vicegobernador y presidente del senado provincial (1896).

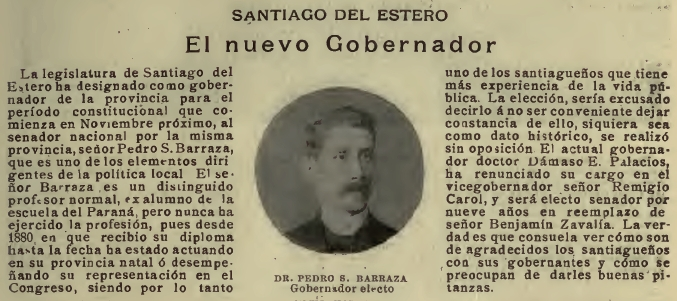
Nombramiento de Pedro Barraza como gobernador (Caras y Caretas

El 1 de julio de 1901 la continuada crisis política en Santiago del Estero provocó la caída del gobernador Dámaso E. Palacio, designado en 1898 por la intervención presidida por Benjamín Figueroa. Mientras Palacio pasaba al senado, asumía el vicegobernador Remigio Carol hasta que el 28 de octubre entregaba el gobierno a Barraza, quien electo senador nacional por su provincia para el período 1895-1904 renunciaba a su banca.
De tendencia liberal y masón sostuvo durante su gobierno la enseñanza laica y la secularización de los cementerios.
El 30 de enero de 1903 ordenó proceder al delineamiento de la actual Añatuya. Ese año se realizó el último remate de tierras fiscales forestales de Santiago del Estero.
También en 1903 convocó a una asamblea constituyente para reformar la Constitución elaborada en 1884 por el doctor José N. Matienzo, que adoptaba la bicameralidad, el voto secreto, las incompatibilidades legislativas y la representación de las minorías. La nueva constitución, que rigió hasta 1911, suprimió el senado en la provincia retornando a la Constitución originaria del tiempo de los Taboada.
El 22 de diciembre de 1903 creó las Jefaturas Políticas con señalamiento de deberes y funciones. Por decreto del 8 de enero de 1904 designó intendente municipal de la capital a Andrés Figueroa con lo que la Municipalidad de la Capital comenzó su gobierno en forma independiente el 1 de abril de 1904.
Ese mismo año inauguró el servicio de agua corriente en la ciudad capital. En septiembre de 1904 inauguró el Centro Federal de Tiro en terrenos cercanos al ex matadero municipal. Cumplido el período y efectuadas las elecciones, el 28 de octubre Barraza entregó el gobierno a José Domingo Santillán.
Barraza continuó ligado a la política de su provincia manteniendo el control del parlamento durante una administración que pronto debió enfrentar serios disturbios, y fue elegido nuevamente diputado nacional por el período 1906-1910.
Barraza se estableció finalmente en Buenos Aires donde vivió con modestia con los suyos. Falleció en La Plata (Buenos Aires) el 13 de enero de 1922.
El diario El Liberal de Santiago del Estero comentó: "pocos hombres han tenido una actuación tan larga en la política local. Durante veinticinco años ha pesado mucho en los asuntos de estado ocupando la mayor parte de ese tiempo en los más altos puestos públicos de la provincia".
Su hermano Napoleón Barraza fue también un importante político, legislador provincial por el Partido Autonomista Nacional y diputado nacional entre 1900 y 1908.